# 1506
1506 (MDVI) a fost un an comun al calendarului iulian, care a început într-o zi de joi.

## Arte, științe, literatură și filozofie
- Pictura Mona Lisa (Gioconda) a fost finalizată de către pictorul italian Leonardo da Vinci.

## Nașteri
- Roxelana (n. Alexandra Anastasia Lisowska), soția sultanului Soliman I (d. 1558)

## Decese
- 15 august: Alexander Agricola, 59 ani, compozitor, cântăreț și instrumentist franco-flamand (n. 1446)